# Mozaikszók listája: A, Á
Ezen a lapon az A és Á betűvel kezdődő mozaikszók ábécé rend szerinti listája található. A kis- és nagybetűk nem különböznek a besorolás szempontjából.

## Lista: A, Á
- AA – Alcoholics Anonymous (Anonim Alkoholisták)
- AAC – Advanced Audio Codec (MP4)
- AAT – Armored Assault Tank (nehézpáncélos rohamtank, Csillagok háborúja)
- AB – Alkotmánybíróság
- ÁB – Állami Biztosító
- ABC – több jelentés is kapcsolódik hozzá, lásd: ABC (egyértelműsítő lap)
- ABS – Anti-lock Brake System (blokkolásgátló)
- AC – Air Conditioner (Légkondicionáló)
- ARC – Acom Research Centre (Acom Kutatóközpont)
- ADP – adenozin-difoszfát
- ADSL – asymmetric digital subscriber line (aszimmetrikus digitális előfizetői vonal)
- AEBR Association of European Border Regions (Európai Határ Menti Régiók Szövetsége)
- áfa – Általános Forgalmi Adó
- ÁFÉSZ – Általános Fogyasztási és Értékesítési Szövetkezet(ek)
- Afaik – as far as I know („amennyire én tudom”), netszleng
- Áfor – Ásványolaj Forgalmi Vállalat
- AGC – Auto Gain Control (automatikus erősítésszabályozás)
- AFP – francia hírügynökség (Agence France-Presse), ill. a biológiában alfa-főprotein.
- ÁG – állami gazdaság
- AGP – Acceleration Graphic Port
- AI – artifical intelligence (mesterséges intelligencia)
- AIDS – Acquired Immun Deficiency Syndrome (szerzett immunhiányos tünetegyüttes)
- ÁJTK – Állam- és Jogtudományi Kar
- ALAKHŰ – azt látod, amit kapsz, hűen
- ALFA – Anonima Lombarda Fabbrica Automobili (Az Alfa Romeo autómárka korábbi neve)
- ALGOL – Algorithmic Language
- API – application programming interface (alkalmazásprogramozási felület)
- ALU – arithmetical and logical unit (aritmetikai és logikai egység)
- AMD – Advanced Micro Devices
- AMP – adenozin-monofoszfát
- ÁNÉR – Általános Nemzeti Élőhelymonitoring Rendszer
- ANSI – American National Standards Institute (amerikai szabványügyi hivatal, illetve karakterkódolás Microsoft Windows alatt)
- ÁNTSZ – Állami Népegészségügyi és Tisztiorvosi Szolgálat
- APEH – Adó- és Pénzügyi Ellenőrzési Hivatal
- APN – Access Point Name (Hozzáférési Pont Neve)
- ÁPV – Állami Privatizációs Vállalat
- ARIB – Association of Radio Industry Business (Rádióipari Üzleti Szövetség, japán szabványosító testület)
- ARO – Auto Romania
- ARPANET – Advanced Research Project Administration NETwork
- ARX
- ASAP – As Soon As Possible (amilyen gyorsan csak lehet)
- ASCII – American Standard Code for Information Interchange (Amerikai szabványos kód az információcseréhez)
- ASP – Active Server Pages (A Microsoft Corporation szerver oldali programnyelve)
- ASR – Automated Speach Recognizer (Automatizált Beszédfelismerő)
- ÁSZ – Állami Számvevőszék
- AT&T – American Telephone and Telegraph
- ATA – AT Attachment
- AT-AT – All-Terrain Armored Transport (terepjáró, páncélozott csapatszállító jármű - Csillagok háborúja)
- ATF – Adventista Teológiai Főiskola
- ATP – Többféle feloldása és jelentése is van (l. o.).
- AT-PT – All-Terrain Personal Transport (terepjáró, egyszemélyes szállítójármű - Csillagok háborúja)
- AT-ST – All-Terrain Scout Transport (terepjáró, felderítő szállítójármű - Csillagok háborúja)
- ATP – adenozin-trifoszfát
- ÁVF – Általános Vállalkozási Főiskola
- ÁVH – Államvédelmi Hatóság
- AVKF – Apor Vilmos Katolikus Főiskola
- AVRO – A.V.Roe (régi Angol repülőgépgyár)
- ÁVÜ – Állami Vagyonügynökség